# Sarascelis lamtoensis
Sarascelis lamtoensis är en spindelart som beskrevs av Jean-François Jézéquel 1964. Sarascelis lamtoensis ingår i släktet Sarascelis och familjen Palpimanidae. Inga underarter finns listade i Catalogue of Life.